# Kobylarnia (powiat łaski)
Kobylarnia – nieistniejące obecnie pustkowie, na terenie obecnej gminy Widawy, w powiecie łaskim w województwie łódzkim.
Słownik Geograficzny Królestwa Polskiego określał Kobylarnię jako pustkowie z 1 domostwem, 7 mieszkańcami i 12 morgami ziemi. Według danych ze Spisu Powszechnego z 30 września 1921 r. Kobylarnia należała do gminy Dąbrowa Widawska w powiecie łaskim, w województwie łódzkim i liczyła 8 mieszkańców, w tym 3 mężczyzn i 5 kobiet, którzy mieszkali w jednym budynku, a także wszyscy zadeklarowali wyznanie rzymskokatolickie i narodowość polską. Pustkowie Kobylarnia zlokalizowane było na północ od wsi Świerczów, na południe od wsi Bagna i na zachód od wsi Ligota.